# آبشار نقاب عروس
آبشار نقاب عروس کوچکترین آبشار از آبشارهای سه گانهٔ نیاگاراست که در قسمت آمریکایی (ایالت نیویورک) آبشارهای نیاگارا می‌باشد. جزیرهٔ لونا این آبشار را از آبشار آمریکایی جدا می‌کند و جزیرهٔ بز آن را از آبشار نعل اسب جدا می‌کند. این آبشار به شمال غرب راه دارد و عرض آن مانند تاجی است که پهنای آن ۱۷ متر است.
جزیرهٔ لونا بسیار کوچک می‌باشد، آبشار نقاب عروس در ظاهر مانند آبشار آمریکایی است، افت عمودی این آبشار ۲۴ متر است، آب این آبشار پس از سقوط به تخته سنگ‌های تالوس برخورد کرده و استخر دوشیزه را به عمق ۳۱ متر تشکیل می‌دهد.
همهٔ افت عمودی آبشار با احتساب ارتفاع تاج آبشار که ۱۵۵ متر است ۵۵ متر می‌باشد. غار بادها شرایط جغرافیایی را فراهم کرده است تا بازدیدکنندگان بتوانند درپایین آبشار راه بروند. یک پل پیاده‌رو از جزیرهٔ گات به جزیرهٔ لونا چند متر با لاتر از تاج این آبشار است. این آبشار درگذشته بانام آبشار لونا و آبشار آیریس نیز شناخته شده است.